# Klimat umiarkowany

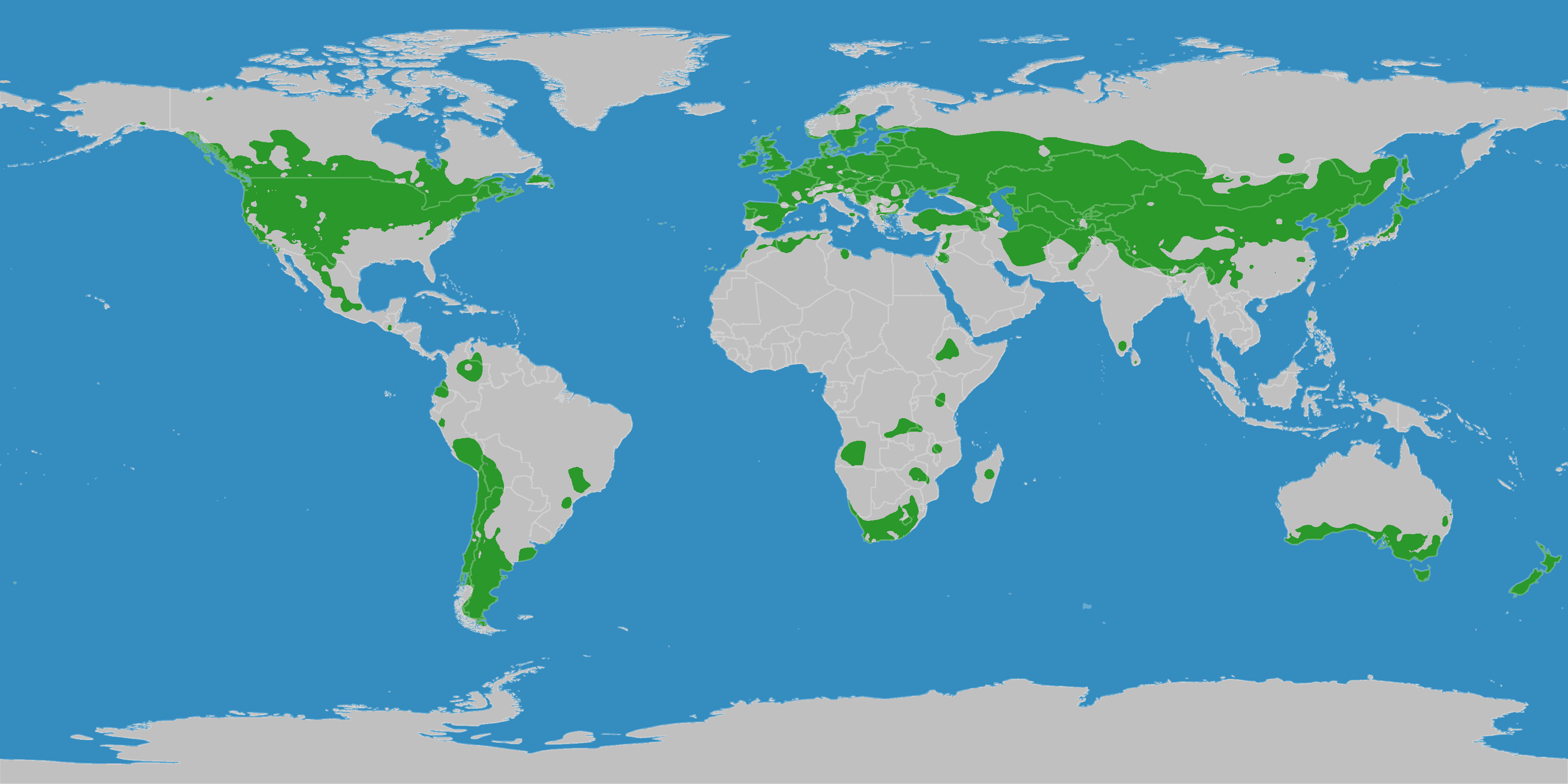
Obszary klimatu umiarkowanego według Köppena

Strefa klimatów umiarkowanych – jedna z pięciu głównych stref klimatycznych w klasyfikacji klimatów Wincentego Okołowicza. Obejmuje rozległą strefę klimatyczną, dzielącą się na półkuli północnej na chłodniejszą północną i cieplejszą południową i na półkuli południowej na cieplejszą północną i chłodniejszą południową.
Średnia roczna temperatura waha się od 0 °C do 10 °C, a opady atmosferyczne występują w różnych porach roku. Roczne amplitudy temperatur od około 20 °C w klimatach morskich do 45 °C w skrajnie kontynentalnych. Charakterystyczną formacją roślinną dla klimatu umiarkowanego w części chłodniejszej jest tajga, natomiast części cieplejszej lasy liściaste i mieszane (kraje Europy Środkowej i Południowej, czasem też środkowa część Skandynawii). Pory roku są w tej strefie łatwo rozpoznawalne i wyznaczane przez przebieg temperatury (ciepła, wilgotna wiosna, ciepłe, zazwyczaj suche lato, chłodna, wilgotna jesień i zima, często z opadami śniegu).
Klimat umiarkowany dzieli się na:
- umiarkowany ciepły
  - wybitnie morski i morski (mała roczna amplituda temperatury powietrza, znaczące opady w ciągu całego roku, np. Europa Zachodnia)
  - przejściowy (zmienne stany pogody, np. Polska)
  - kontynentalny, wybitnie kontynentalny oraz kontynentalny suchy, wybitnie suchy i skrajnie suchy (duża roczna amplituda temperatury powietrza, opady małe z dominacją letnich, np. Ukraina, Białoruś, płd. Rosja, Kazachstan)

oraz odmiany monsunowe (duża roczna amplituda temperatury, silne opady podczas monsunu letniego, np. północna Japonia, północno-wschodnie Chiny)
- umiarkowany chłodny
  - morski (chłodne lata, łagodne zimy, silne opady przez cały rok, np. środkowa Norwegia, płd. Islandia, Nowa Fundlandia, Falklandy, Wyspy Campbella, Archipelag Aleksandra)
  - kontynentalny, wybitnie i skrajnie kontynentalny (bardzo ciepłe, upalne lato i mroźna, siarczysta zima, na przykład środkowa Federacja Rosyjska)
  - przejściowy (zmienne stany pogody, np. Finlandia)